# Consolis
Consolis este o companie finlandeză care este cel mai mare producător de prefabricate din Europa.
Compania este prezentă și în România, unde a preluat în iulie 2008 producătorul clujean de prefabricate din beton,Asa Cons Turda, în cadrul unei tranzacții prin care grupul ungar Asa a vândut operațiunile din România și Ungaria.
Concernul Consolis deține în total peste 130 de fabrici și are afaceri de 1,4 miliarde euro anual.
În anul 2008, Asa Cons Turda a avut o cifră de afaceri de 43 milioane euro.